# El Porvenir (Tumbes)
El Porvenir es un caserío peruano ubicado en el distrito de Papayal, perteneciente a la provincia de Zarumilla del departamento de Tumbes, al norte del Perú. 

## Ubicación
El Porvenir se ubica al noreste de la provincia de Zarumilla, en el distrito de Matapalo, en el departamento de Tumbes. Se ubica muy cerca a la frontera ecuatoriana-peruana.

## Demografía
En 2017 El Porvenir tenía una población de 272 habitantes.
| Gráfica de evolución demográfica de El Porvenir entre 1993 y 2017 |
|                                                                   |
| Fuentes: Población 1993 y 2017                                    |